# Líbiai labdarúgó-szövetség
A líbiai labdarúgó-szövetség (arabul: الاتحاد الليبي لكرة القدم, al-Ittihád al-Líbi li-Kurat al-Kadam; rövidítve: LFF) Líbia nemzeti labdarúgó-szövetsége. A szervezetet 1962-ben alapították, 1963-ban csatlakozott a Nemzetközi Labdarúgó-szövetséghez, 1965-ben pedig az Afrikai Labdarúgó-szövetséghez. A szövetség szervezi a Líbiai labdarúgó-bajnokságot. Működteti a férfi valamint a női labdarúgó-válogatottat.